# Blue Blaze
Singles de Faylan
Wonder Fang
(2013) Yasashisa no Tsubomi
(2014)
Blue Blaze est le 19e single de Faylan sorti sous le label Lantis le 23 octobre 2013 au Japon. Il arrive 32e à l'Oricon et reste classé 3 semaines.
Blue Blaze a été utilisé comme thème d'ouverture de l'anime Blazblue Alter Memory et comme thème pour le jeu vidéo Ragnarok World Championship 2013. Blue Blaze et Believe se trouvent sur l'album -Zero Hearts-.

## Liste des titres
Toutes les paroles sont écrites par Faylan.
| 1. | Blue Blaze             |  |
| 2. | Believe                |  |
| 3. | Blue Blaze (Off Vocal) |  |
| 4. | Believe (off vocal)    |  |